# Zinavari

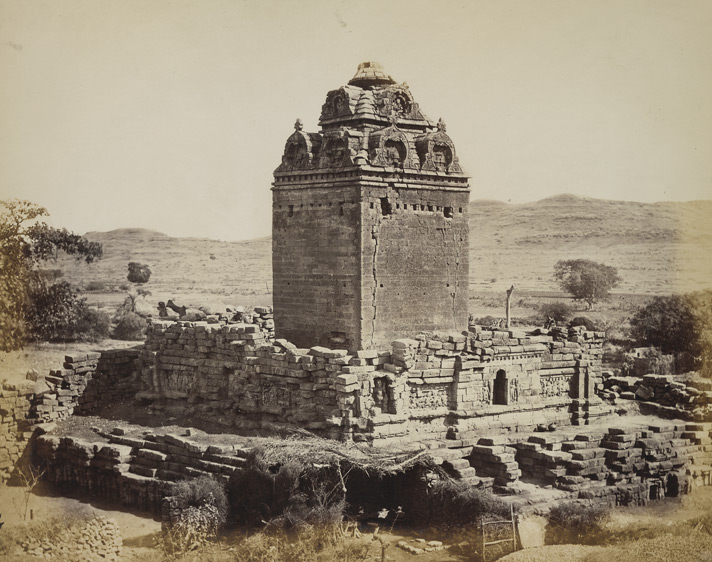
Gop-Tempel (1874)

Zinavari oder Jinavari (alter Name Gop) ist ein knapp 2.000 Einwohner zählendes Dorf im indischen Bundesstaat Gujarat. Hier steht ein nach dem Nachbardorf Gop benannter frühmittelalterlicher Tempel.

## Lage
Zinavari liegt zu Füßen eines knapp 300 m hohen Bergrückens im ansonsten eher flachen und baumlosen Westen von Gujarat. Der Ort liegt knapp 150 km (Fahrtstrecke) in nordwestlicher Richtung von Junagadh entfernt. Das Klima ist meist heiß und trocken; Regen fällt eigentlich nur während der sommerlichen Monsunzeit.

## Bevölkerung
Die meisten Einwohner des Dorfes sind Hindus; Moslems und andere Religionsgemeinschaften bilden zahlenmäßig kleine Minderheiten. Anders als im Norden Indiens üblich ist der Anteil von Männern und Frauen ungefähr gleich hoch.

## Wirtschaft
Die hauptsächlich zur Selbstversorgung betriebene Landwirtschaft (Feldbau und ein wenig Viehzucht) bildete jahrhundertelang die Lebensgrundlage der Bevölkerung. Gegen Ende des 20. Jahrhunderts suchten viele Männer Arbeit in den industriellen und städtischen Zentren des Landes.

## Geschichte
Zur Geschichte des Ortes ist so gut wie nichts bekannt. Der ungewöhnliche, meist unter die Saurashtra-Tempel manchmal auch unter die Gupta-Tempel subsumierte „Turmtempel“ entstand sehr wahrscheinlich in der Zeit um 550 n. Chr.; es ist zweifellos der älteste (erhaltene) Hindu-Tempel der Region.

## Sehenswürdigkeiten
- Hauptsehenswürdigkeit des Ortes ist der turmartig aussehende, aber ehemals von einer umlaufenden und überdachten hölzernen Vorhalle (mandapa) umgebene Gop-Tempel, der ursprünglich wahrscheinlich dem Hindu-Gott Shiva geweiht war; heute ist jedoch ebenfalls die Bezeichnung „Surya-Tempel“ gebräuchlich.
- Ein deutlich jüngerer Tempel (Shuray Mandir) steht in unmittelbarer Nachbarschaft; er wird von der Bevölkerung für kultische Zwecke (puja) genutzt.